# Tochter der Finsternis
Tochter der Finsternis (Originaltitel: Daughter of Darkness) ist ein britischer mit Elementen des Horrors ausgestatteter Kriminalfilm von Regisseur Lance Comfort aus dem Jahr 1948 mit Anne Crawford, Maxwell Reed, George Thorpe und Barry Morse in den Hauptrollen. Der Film wurde von Victor Hanbury Productions in Zusammenarbeit mit Alliance Productions Ltd. für die Paramount nach dem Stück They Walk Alone von Max Catto produziert, der für den Film auch das Drehbuch schrieb.

## Handlung
Emily Beaudine ist ein junges irisches Mädchen, dessen hochemotionaler Charakter sich hinter einer vermeintlich bieder lieblichen Maske aus bigotter Moral verbirgt. Sie arbeitet als Assistentin in der örtlichen Pfarrkirche, doch ihre heimliche Promiskuität, ihr beunruhigendes Wesen und ihre gruselige Art verstören zunehmend die lokalen Frauen und so kommt Pater Cocoran nicht umhin, sie aus der Gemeinschaft auszuschließen. Als ein Jahrmarkt schließlich das kleine Dorf besucht, trifft die kokette Emily dort im Zirkus auf den Boxer Dan. Als es zu einer leidenschaftlichen Umarmung kommt, rastet Emily aus und versucht Dan gnadenlos sein Auge auszukratzen.
Emily wird anschließend zum Zweck der Zucht und der Ordnung nach England zur Tallent-Familie auf einen Bauernhof in der Grafschaft Yorkshire geschickt. Doch durch ihre devot zur Schau gestellte Unschuldshaltung fühlen sich auch dort die Männer bald schon wieder zu ihr hingezogen, und die Frauen, allen voran Bess Stanforth, gehen vorsichtshalber mit einem unguten Gefühl der unbestimmten Vorahnung auf Distanz zu ihr. Alsbald kehren auch die Geister aus der Vergangenheit in Form des Wanderzirkus zurück und suchen Emily erneut heim, als der Jahrmarkt auch in diese Stadt kommt – mit dem jetzt vernarbten Dan unter ihren Schaustellern. Als die Premiere vorüber ist, wird der Boxer Dan in einer nahe gelegenen Scheune ermordet aufgefunden. Und die dunklen Machenschaften halten an. Weitere Gräueltaten treten zu Tage, als ein Dorfbewohner namens David Price verschwindet und sein Leichnam bald darauf bei einer Brandkatastrophe in der zerstörten Scheune der Tallents entdeckt wird. Hinter der aufgesetzten zarten Maske des jungen Mädchens lauert eine brutale Killerin. Doch ihre wohlgeübte Maskerade nützt Emily am Ende nichts mehr, denn sie wird als mörderische Verführerin von der umsichtigen Bess entlarvt, die ihr im richtigen Moment die entscheidende Falle stellt.

## Kritiken
„Ein äußerst zurückhaltend bebildertes Kriminalmelodram um eine mörderische junge Nymphomanin, die als Haushälterin des Pfarrers in einem kleinen irischen Dorf lebt. Nach der Verführung und Ermordung einiger Männer stellt eine Dorfbewohnerin der Täterin eine Falle. Elegant inszeniert, bemerkenswert vor allem durch die Darstellung der psychotischen femme fatale". (O.m.d.U.)"“

## Produktionsnotizen
Die Bauten stammen von Ivan King und Andrew Mazzei. Die musikalische Leitung hatte Muir Mathieson. Tonmeister waren George Burgess und Kenneth Heeley-Ray. Die Kostüme lieferte Dorothy Sinclair. Nell Taylor sowie Ida Mills zeichneten für Maske und Frisuren verantwortlich. Produktionsleiter war Fraser Foulsham. Drehort waren die Riverside Studios, Hammersmith, London in England.